# Mattie Edwards Hewitt

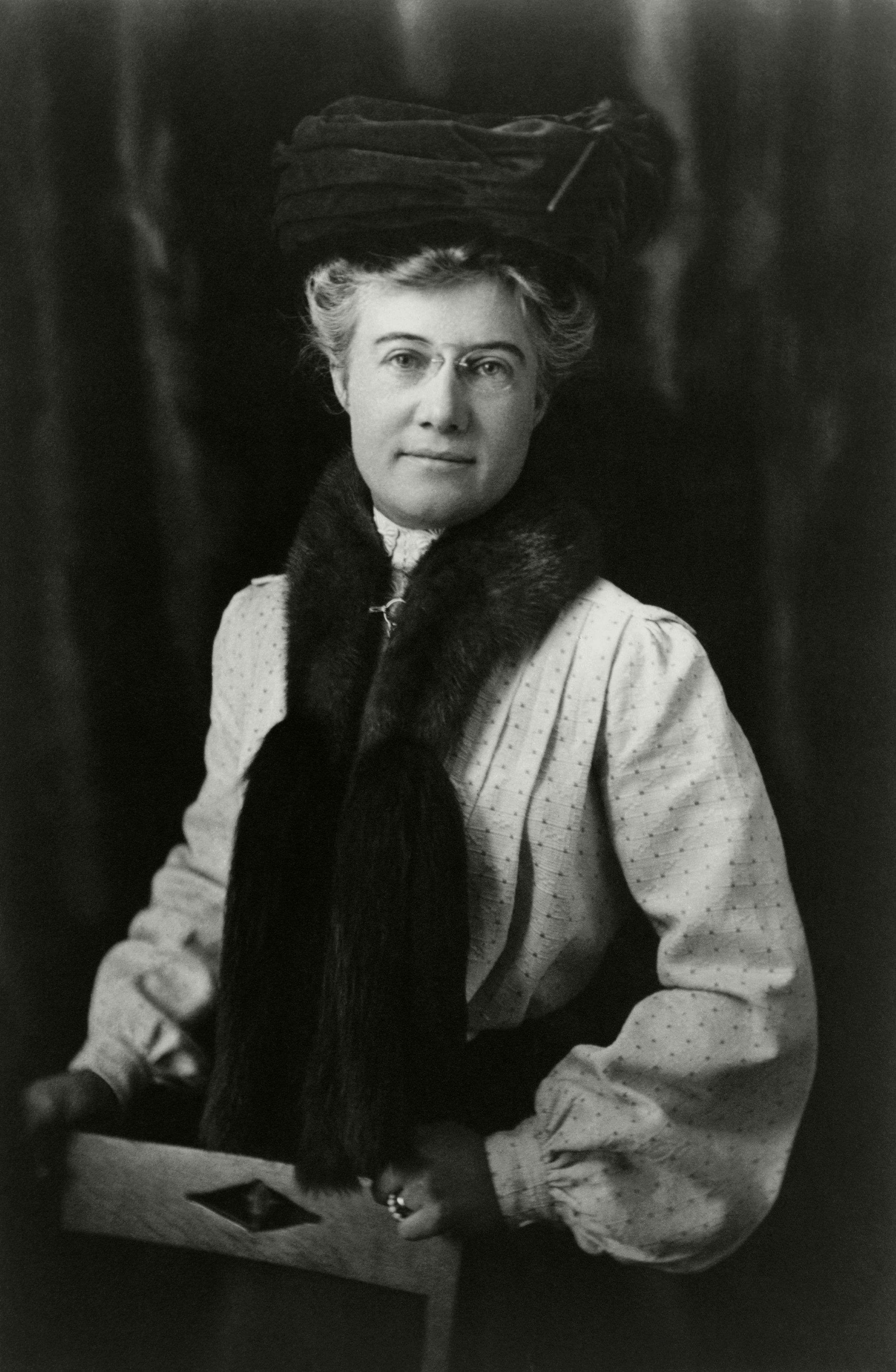
Mattie Edwards Hewitt, fotografiert von Frances Benjamin Johnston, zwischen 1890 und 1910

Mattie Edwards Hewitt (geb. Oktober 1869 in St. Louis; gest. 1956 in Boston) war eine US-amerikanische Fotografin für Architektur, Landschaft und Design, die hauptsächlich an der Ostküste tätig war. Zunächst war sie mit Frances Benjamin Johnston liiert, die später ihre Geliebte wurde und ab 1909 acht Jahre lang mit ihr lebte und arbeitete. Gemeinsam gründeten sie das Johnston-Hewitt Studio in New York City, das von 1913 bis 1917 existierte. Sie wurden auf dem Gebiet der Architektur- und Landschaftsfotografie bekannt und machten viele Aufnahmen von berühmten Gebäuden und Gärten die mit Miss Johnston und Mrs. Hewitt oder Frances Benjamin Johnston und Mattie Edwards Hewitt betitelt wurden.
Nachdem die Partnerschaft mit Johnston 1917 zerbrochen war, machte sie sich selbstständig und wurde als Werbefotografin berühmt. Sie gründete ihr Fotogeschäft mit dem Schwerpunkt, Fotografien für Designer, Architekten und Landschaftsarchitekten, indem sie Innen- und Außenansichten von Wohn- und Geschäftshäusern sowie Gärten aufnahm. Sie übte diesen Beruf bis zu ihrem Tod 1956 in Boston aus.
Ein Katalog von Hewitts Werk mit dem Titel Portrait of an Era in Landscape Architecture: The Photographs of Mattie Edwards Hewitt, ist als Ausstellung im Wave Hill, Bronx, New York, zugänglich.

## Leben und Herkunft
Hewitt wurde im 1869 in St. Louis in einer bürgerlichen Familie geboren. Nach einer Zeit des Kunststudiums heiratete sie den Fotografen Arthur Hewitt. Als seine Assistentin wurde sie mit den Prinzipien der Fotografie vertraut gemacht, die auch die Verarbeitung und den Druck umfassten. Sie begann ihre Karriere als Fotografin in einem kleinen Betrieb in St. Louis, wo sie lebte und von Kameraclubs und Fotozeitschriften lernte, die im späten 19. Jahrhundert florierten. Sie wurde auch von einem Artikel über Fotografie von Frances Benjamin Johnston beeinflusst, der im Ladies Home Journal veröffentlicht wurde. Zu Beginn fotografierte sie vor allem Landschaften, ihre häusliche Umgebung mit den Hühnern im Stall, der Katze und dem Hund.
Während ihres Besuchs in New York im Jahr 1901, um an der Pan-American Exposition in Buffalo, teilzunehmen, lernte Hewitt Johnston kennen, die zu dieser Zeit eine berühmte Fotografin aus Washington, D.C. war. Johnston übte nicht nur einen großen Einfluss auf Hewitts fotografische Karriere aus, sondern auch auf ihr persönliches Leben über mehrere Jahre hinweg.
Daraufhin wurde sie ein Fan von Johnston und begann, ihr Briefe zu schreiben, in denen sie sie um ihre berufliche und persönliche Hilfe bat. Hewitt suchte ihren Rat in mehreren Angelegenheiten, u. a. bei der Vermittlung einer Arbeitsstelle für ihren Mann bei Lumière, dem französischen Fotografen und Wissenschaftler, in dessen neu eröffnetem Büro an der Ostküste in New York. Sie suchte Johnstons Rat, um in ihrem Haus eine Dunkelkammer einzurichten, die jedoch von ihrem Mann gebaut wurde; diese Dunkelkammer, deren Wände mit Terrakotta-Baupapier verkleidet waren, bot genügend Platz für Regale und zwei Personen, um darin frei arbeiten zu können. Von dieser Dunkelkammer des Studios ihres Mannes aus druckte sie die von Johnston aufgenommenen Fotografien ab.

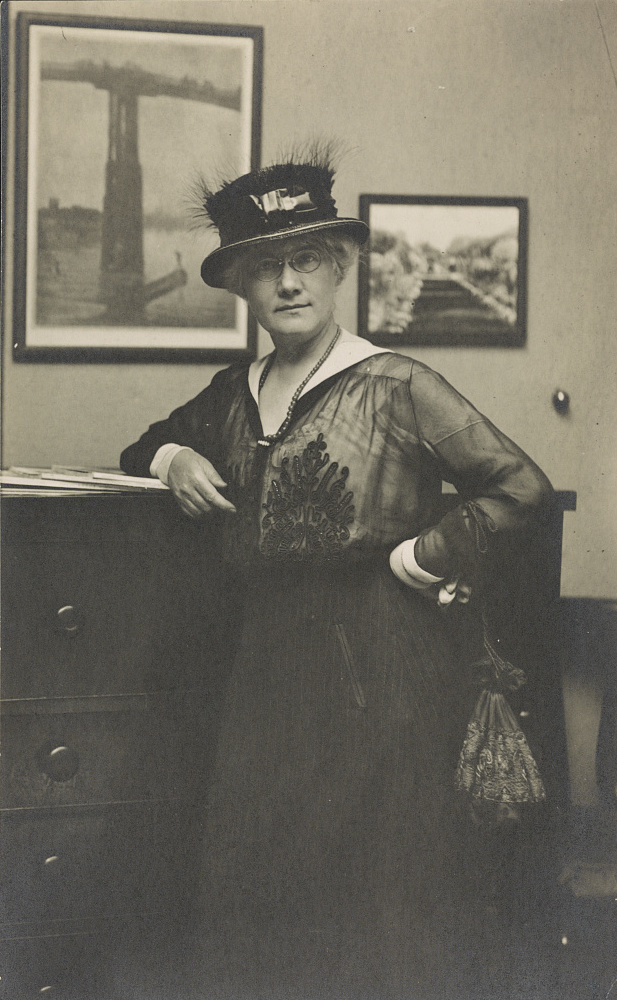
Mattie Edwards Hewitt, Porträt in Dreiviertellänge, stehend, nach vorne gewandt, rechter Arm auf Kommode A(Aufnahme zwischen 1911 und 1917).

Hewitts Korrespondenz mit Johnston, die zumeist einseitig war, bestand aus recht sinnlichen Liebeserklärungen an Johnston.
Ihre Briefe an Johnston sind Teil des Buches "The Woman behind the Lens: The Life and Work of Frances Benjamin Johnston" (1864–1952) von Bettina Berch, das auch "epistolary exchanges of lady-love" Briefe vieler anderer berühmter Frauen enthält, wie z. B. zwischen Virginia Woolf und Vita Sackville-West, Eleanor Roosevelt und Lorena Hickok, Edna St. Vincent Millay und Edith Wynne Matthison und Margaret Mead und Ruth Benedict.
In einem von Hewitts Briefen an Johnston heißt es: „Ich frage mich, warum ich von dir erwarte, dass du mich besser verstehst als die meisten Menschen – ist es, weil ich dich so liebe?“ Auf der Grundlage dieser Briefe behauptet die Autorin der Biografie, dass der Briefwechsel "unbeirrbar lesbisch war… kaum einfach". Einige Wissenschaftler sind jedoch der Meinung, dass ein solch romantischer Briefwechsel unter den Frauen des 19. Jahrhunderts nicht ungewöhnlich war und halten ihn für nicht sinnlich. Viele andere sind jedoch der Meinung, dass solche Schriften ein "Hinweis auf eine größere, wenn auch untergetauchte lesbische Subkultur" sind.
Hewitt ließ sich dann 1909 von ihrem Ehemann Arthur Hewitt scheiden und zog nach New York, um dort zu arbeiten und mit Johnston zu leben. Nach ihrer Scheidung war sie auf die Fotografie als Beruf angewiesen, den sie mit Hingabe ausübte und von der sie sagte, dass sie „die faszinierendste aller Künste“ sei. Ihre fotografische Karriere war ein "Übergang von einer Amateurin im 19. Jahrhundert zu einer Professionellen im 20. Jahrhundert", als es wesentliche Neuerungen in der fotografischen Ausrüstung gab.

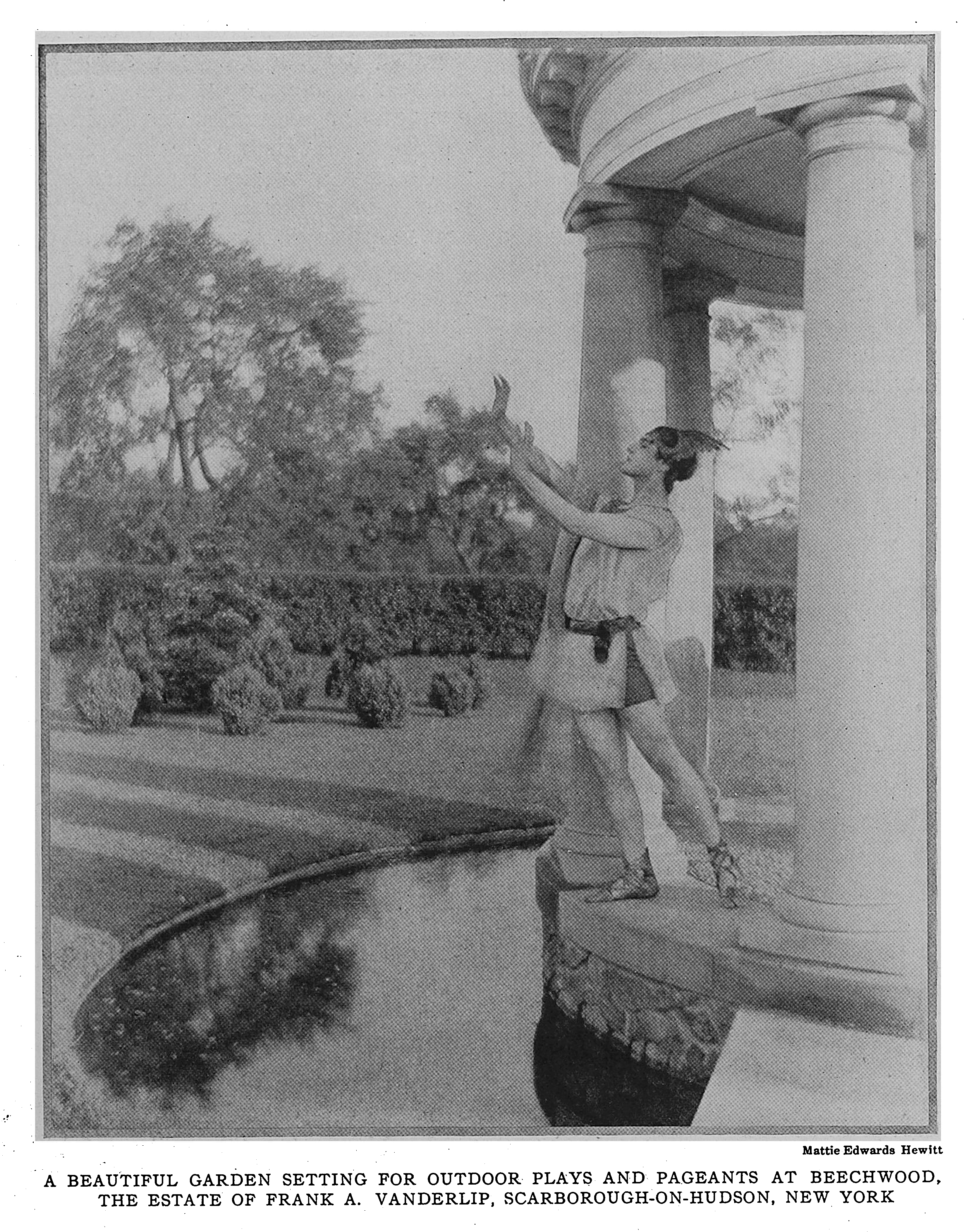
Von Hewitt aufgenommenes Foto an der Beechwood (Vanderlip Mansion)

Obwohl sie 1909 nach New York übersiedelte, gründete sie erst 1913 gemeinsam mit Johnston ein Fotografenbüro mit dem Namen "Johnston-Hewitt Studio" in New York, das sich auf Architektur- und Gartenfotografie spezialisierte. Während Johnston in erster Linie für das Studio fotografierte, fungierte Hewitt im Studio als Assistentin in der Dunkelkammer. Zu diesem Zeitpunkt war sie von Johnston als ihrem Mentor abhängig. Ihre Partnerschaft zerbrach jedoch 1917 aus unbekannten Gründen. Hewitt entwickelte ihre eigenen professionellen Fähigkeiten in der Haus- und Gartenfotografie und arbeitete unabhängig. Zu diesem Zeitpunkt hatte sie bereits einen guten Kundenstamm und konnte sich selbstständig machen.
Mit ihrem Büro in New York City wurde sie freiberufliche Fotografin und führte viele Aufträge aus, indem sie Villen und Gärten reicher Leute an der Ostküste fotografierte. Ihr Neffe Richard Averill Smith arbeitete bei einigen dieser Aufträge ebenfalls mit ihr zusammen. Viele dieser Bilder wurden in Zeitungen und Zeitschriften veröffentlicht, zusammen mit Artikeln über die Villen in der New York Times, der Evening Post, House Beautiful, House & Garden und dem Garden Magazine.
1910 hatte Hewitt Fotos vom Albert Boardman Estate in Southampton (in der Nähe von St. Louis) gemacht, die 1912 und 1916 in der Southampton Times veröffentlicht wurden und ihr berufliches Können ins Rampenlicht rückten. Bei allen Aufnahmen, die sie mit schweren Holzkameras und Holzstativen für ihre Kunden machte, nahm sie auch zusätzliche Bilder auf, die sie Zeitungen und Zeitschriften zur Veröffentlichung als Teil eines Artikels anbot. Sie bewahrte auch ein gutes Verzeichnis der Negative mit den Namen der Kunden, der Architekten und des Ortes auf. Sie hatte auch Gebäude für Carrère & Hastings fotografiert, die ihre Arbeiten weiterempfahlen. Nach den Worten von Robin S. Karson, Autor des Buches Fletcher Steele, Landscape Architect: An Account of the Gardenmaker's Life, 1885–1971, war Hewitt „eine der bekanntesten und lyrischsten Gartenfotografinnen ihrer Zeit“.
Hewitt fotografierte das Anwesen für die Pariser Ausstellung von 1930. Von diesen Fotografien heißt es:

„Ihre Bilder schimmern durch Lichttropfen, die sich in den glänzenden Blättern von Weiden, Rhododendron, Lilien und Vinca spiegeln.“

## Fotogalerie

Killenworth, Haus von George Dupont Pratt, Glen Cove, New York. Treppe zum versunkenen Garten (1915)
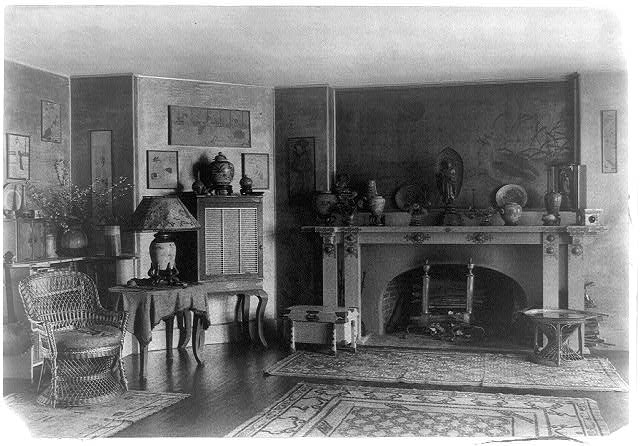
Près Choisis, Albert Herter Haus, Georgica Pond, East Hampton, New York. Zimmer mit Kamin und orientalischem Mobiliar (1913)
Darena, George Barton French House, Southampton, New York (1913)
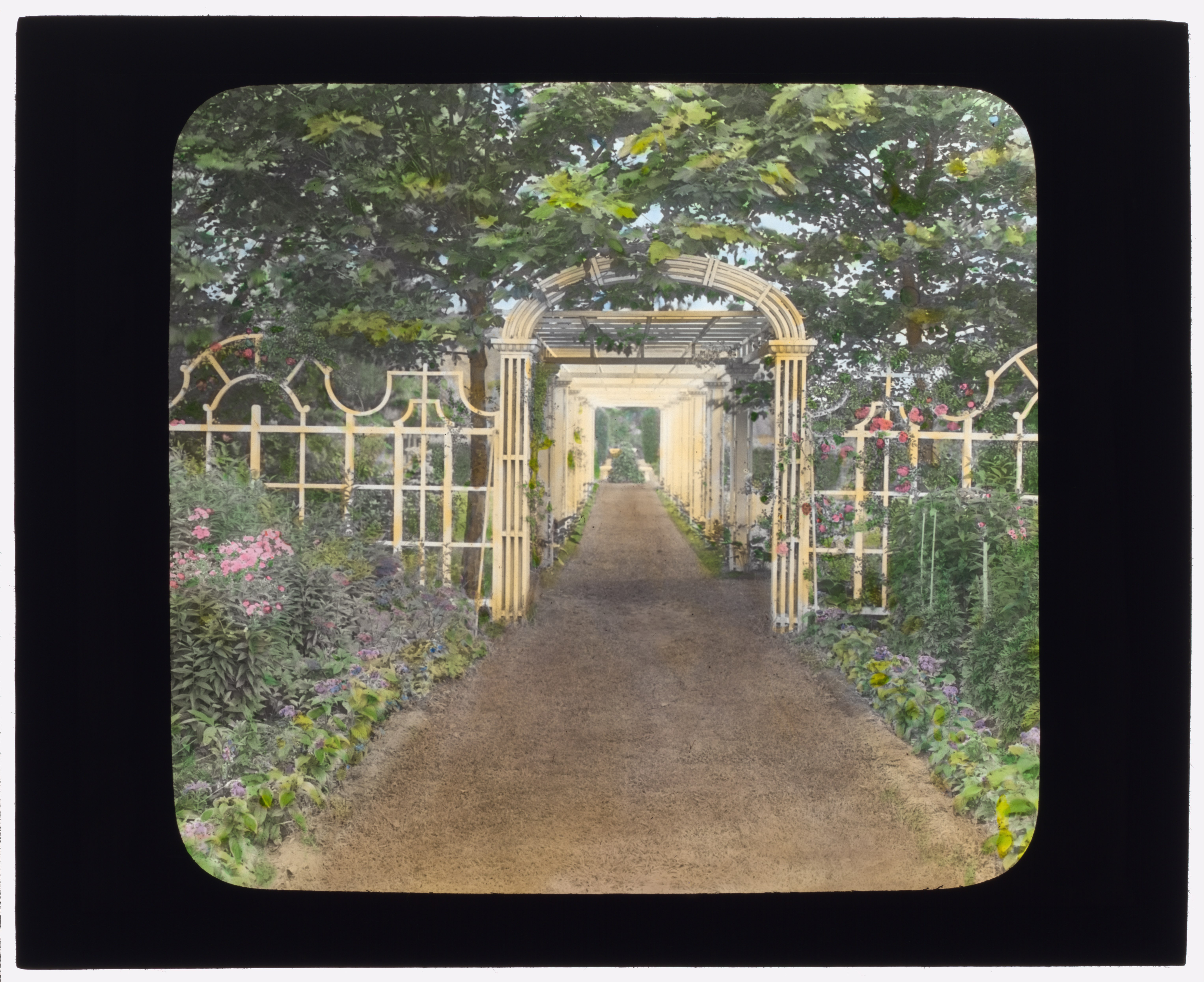
The Fens, Lorenzo Easton Woodhouse Haus, Huntting Lane, East Hampton, New York. Pergola (1914)